# Agramonte (Cuba)
Agramonte es una localidad de la provincia de Matanzas, Cuba, parte del municipio de Jagüey Grande. Tiene una superficie de 363 kilómetros cuadrados y cuenta con 10 490 habitantes.

## Historia
Antes de 1899 esta localidad se llamó Cuevitas. 
De 1902 a 1910 permaneció anexionado al municipio de Colón.
Se nominó Agramonte en honor a Ignacio Agramonte.
Dependían de este municipio, hasta el 1976, los barrios de Asiento, Cabecera, Caobillas, Jabaco, también se unen a esta localidad los poblados de Willian Soler, Unión de Fernández, Algarobo, El Pirineo y Topeca. Además de dos comunidades perteneciente a la Empresa de Cítricos "Victoria de Girón", estas comunidades son la Wilfredo Díaz AG-19 y la Orestes García AG-12.

## Demografía
| 6323                       | 5807 | 7841 | 12 547 | 10 804 | 10 490 | 10 486 |
| (Fuente: [cita requerida]) |      |      |        |        |        |        |

## Hitos geográficos
- El Canal de Roque.
- La Laguna de La Carraca.
- La Cueva de Afán.